# Бжезьниця (Великопольське воєводство)
Бжезьниця (пол. Brzeźnica, нім. Briesenitz) — село в Польщі, у гміні Ястрове Злотовського повіту Великопольського воєводства.
Населення — 561 особа (2011).
У 1975-1998 роках село належало до Пільського воєводства.

## Демографія
Демографічна структура станом на 31 березня 2011 року:
|          | Загалом | Допрацездатний вік | Працездатний вік | Постпрацездатний вік |
| -------- | ------- | ------------------ | ---------------- | -------------------- |
| Чоловіки | 277     | 65                 | 187              | 25                   |
| Жінки    | 284     | 60                 | 169              | 55                   |
| Разом    | 561     | 125                | 356              | 80                   |